# 김명환 (언론인)
김명환은 대한민국의 KBS대구방송총국 기자이다.

## 경력
- 1997년 6월 : KBS대구방송총국 공채 기자 입사
- KBS대구방송총국 사회부 기자